# Championnat d'Écosse de football de deuxième division 2015-2016
Navigation
Édition précédente Édition suivante
Le championnat d'Écosse de football de 2e division 2015-2016 (ou Scottish Championship), est la 110e édition du Championnat d'Écosse de football D2. Il s'agit de la 3e édition de ce championnat sous cette nouvelle formule depuis la réforme du football écossais de 2013.
Cette épreuve regroupe 10 équipes qui s'affrontent quatre fois chacune, soit un total de 36 journées. Le champion est directement promu en Scottish Premiership et les trois équipes classées de la 2e à la 4e place disputent les barrages de promotion/relégation avec le 11e de Premiership. À l'inverse, le dernier du classement est relégué en League One et l'avant-dernier dispute les barrages de promotion/relégation contre les équipes classées 2e, 3e et 4e de division inférieure.

## Clubs participants à l'édition 2015-2016
| \| Alloa Athletic Falkirk Saint Mirren Morton Hibernian Livingston Dumbarton Raith Rovers Rangers Queen of the South \| Localisation des clubs engagés dans le championnat. |
| Alloa Athletic Falkirk Saint Mirren Morton Hibernian Livingston Dumbarton Raith Rovers Rangers Queen of the South                                                           |

| Club                  | Classement 2014-2015          | Entraîneur     | Stade                      | Capacité théorique | Ville      |
| --------------------- | ----------------------------- | -------------- | -------------------------- | ------------------ | ---------- |
| St. Mirren FC         | 12e Scottish Premiership (D1) | Alex Rae       | Paisley 2021 Stadium       | 8 023              | Paisley    |
| Hibernian FC          | 2e                            | Alan Stubbs    | Easter Road                | 20 421             | Édimbourg  |
| Rangers FC            | 3e                            | Mark Warburton | Ibrox Stadium              | 50 947             | Glasgow    |
| Queen of the South FC | 4e                            | James Fowler   | Palmerston Park            | 8 690              | Dumfries   |
| Falkirk FC            | 5e                            | Peter Houston  | Falkirk Stadium            | 8 750              | Falkirk    |
| Raith Rovers FC       | 6e                            | Ray McKinnon   | Stark's Park               | 8 867              | Kirkcaldy  |
| Dumbarton FC          | 7e                            | Stephen Aitken | Dumbarton Football Stadium | 2 020              | Dumbarton  |
| Livingston FC         | 8e                            | David Hopkin   | Almondvale Stadium         | 9 521              | Livingston |
| Alloa Athletic FC     | 9e                            | Jack Ross      | Indodrill Stadium          | 3 100              | Alloa      |
| Greenock Morton FC    | 1er League One (D3)           | Jim Duffy      | Cappielow Park             | 11 589             | Greenock   |

## Compétition

### Règlement
Le classement est établi sur le barème de points classique (victoire à 3 points, match nul à 1, défaite à 0). Les clubs à égalité en nombre de points sont départagés en fonction des critères suivants :
1. Plus grande différence de buts générale
2. Plus grand nombre de buts marqués
3. Confrontations directes entre les équipes : 
  1. points terrain ;
  2. différence de buts particulière ;
  3. nombre de buts inscrits
4. Dans le cas où l'égalité persiste et où une place de promotion/relégation est en jeu, les équipes se départagent lors d'un match d'appui sur terrain neutre ; sinon (place ne présentant aucun enjeu), elles sont déclarées ex aequo.

### Classement général
| Rang | Équipe             | Pts | J  | G  | N  | P  | Bp | Bc | Diff |
| ---- | ------------------ | --- | -- | -- | -- | -- | -- | -- | ---- |
| 1    | Rangers FC         | 81  | 36 | 25 | 6  | 5  | 88 | 34 | +54  |
| 2    | Falkirk FC         | 70  | 36 | 19 | 13 | 4  | 61 | 34 | +27  |
| 3    | Hibernian FC C     | 70  | 36 | 21 | 7  | 8  | 59 | 34 | +25  |
| 4    | Raith Rovers       | 62  | 36 | 18 | 8  | 10 | 52 | 46 | +6   |
| 5    | Greenock Morton P  | 43  | 36 | 11 | 10 | 15 | 39 | 42 | -3   |
| 6    | St. Mirren R       | 42  | 36 | 11 | 9  | 16 | 44 | 53 | -9   |
| 7    | Queen of the South | 42  | 36 | 12 | 6  | 18 | 46 | 56 | -10  |
| 8    | Dumbarton FC       | 37  | 36 | 10 | 7  | 19 | 35 | 66 | -31  |
| 9    | Livingston FC      | 31  | 36 | 8  | 7  | 21 | 37 | 51 | -14  |
| 10   | Alloa Athletic     | 21  | 36 | 4  | 9  | 23 | 22 | 67 | -45  |

Promotions
- Promotion en Scottish Premiership
- Qualification pour les barrages de promotion

Relégations
- Relégation en Scottish League One
- Barrages de relégation

Qualifications européennes
- C : 2e tour de qualification en Ligue Europa 2016-2017

Abréviations
- C : Vainqueur de la Coupe d’Écosse 2016
- P : Promus de Scottish Second Division 2014-2015
- R : Relégué de Scottish Premier League 2014-2015

### Matchs
| Résultats (▼dom., ►ext.)                                   | ALL | DUM | FAL | GRE | HIB | LIV | QUE | RAI | RAN | STM |
| Alloa                                                      |     | 0-2 | 1-1 | 0-1 | 0-1 | 0-3 | 1-2 | 0-1 | 1-5 | 0-2 |
| Dumbarton                                                  | 0-2 |     | 0-5 | 1-2 | 2-1 | 2-1 | 0-2 | 3-3 | 1-2 | 1-0 |
| Falkirk                                                    | 5-0 | 2-1 |     | 1-0 | 0-1 | 2-0 | 0-0 | 1-0 | 2-1 | 3-0 |
| Greenock Morton                                            | 1-0 | 0-0 | 1-1 |     | 0-1 | 1-0 | 2-0 | 1-2 | 0-4 | 0-0 |
| Hibernian                                                  | 3-0 | 4-2 | 1-1 | 1-0 |     | 2-1 | 1-0 | 2-0 | 2-1 | 1-1 |
| Livingston                                                 | 0-1 | 1-1 | 1-2 | 2-4 | 0-1 |     | 0-1 | 3-0 | 1-1 | 0-1 |
| Queen of the South                                         | 3-1 | 1-0 | 2-2 | 2-2 | 0-3 | 1-4 |     | 1-1 | 1-5 | 0-2 |
| Raith Rovers                                               | 3-0 | 1-0 | 1-2 | 2-1 | 1-2 | 3-0 | 1-0 |     | 0-1 | 1-1 |
| Rangers                                                    | 4-0 | 4-0 | 3-1 | 2-2 | 1-0 | 3-0 | 2-1 | 5-0 |     | 3-1 |
| Saint Mirren                                               | 1-1 | 1-2 | 2-3 | 1-1 | 1-4 | 1-1 | 1-0 | 1-2 | 0-1 |     |
| - Victoire à domicile - Match nul - Victoire à l'extérieur |     |     |     |     |     |     |     |     |     |     |

| Résultats (▼dom., ►ext.)                                   | ALL | DUM | FAL | GRE | HIB | LIV | QUE | RAI | RAN | STM |
| Alloa                                                      |     | 1-1 | 0-1 | 2-2 | 1-0 | 1-3 | 2-2 | 1-1 | 1-1 | 0-1 |
| Dumbarton                                                  | 3-1 |     | 1-1 | 0-0 | 3-2 | 1-0 | 4-2 | 2-3 | 0-6 | 2-1 |
| Falkirk                                                    | 2-0 | 1-0 |     | 1-0 | 1-1 | 1-2 | 3-1 | 2-2 | 3-2 | 3-2 |
| Greenock Morton                                            | 4-1 | 2-0 | 0-1 |     | 0-0 | 2-1 | 3-2 | 0-1 | 0-2 | 0-1 |
| Hibernian                                                  | 3-0 | 4-0 | 2-2 | 0-3 |     | 2-1 | 2-0 | 1-0 | 3-2 | 3-1 |
| Livingston                                                 | 0-0 | 2-0 | 1-1 | 0-0 | 0-0 |     | 0-2 | 0-1 | 1-0 | 2-3 |
| Queen of the South                                         | 1-0 | 6-0 | 2-2 | 1-0 | 1-0 | 3-1 |     | 1-2 | 0-1 | 1-0 |
| Raith Rovers                                               | 0-1 | 0-0 | 2-2 | 3-2 | 2-1 | 2-0 | 2-0 |     | 3-3 | 4-3 |
| Rangers                                                    | 1-1 | 1-0 | 1-0 | 3-1 | 4-2 | 4-1 | 4-3 | 2-0 |     | 1-0 |
| Saint Mirren                                               | 3-1 | 1-0 | 0-0 | 3-1 | 2-2 | 1-4 | 2-1 | 1-2 | 2-2 |     |
| - Victoire à domicile - Match nul - Victoire à l'extérieur |     |     |     |     |     |     |     |     |     |     |

### Barrages de promotion/relégation en D1/D2
Les équipes classées deuxième, troisième et quatrième participent aux barrages. Si une de ces équipes remporte cette compétition prenant la forme d'une coupe en matches aller-retour, elle accède à la division supérieure.
La quatrième équipe participante est l'équipe ayant terminé à l'avant-dernière place de la division supérieure. Si cette équipe remporte la compétition, elle se maintient dans sa division. Dans le cas contraire, elle est reléguée.

#### Quart de finale
| 4 mai 2016 | Raith Rovers   | 1 – 0 | Hibernian |                                              |                                              |
|            | Panayiotou 75e |       |           | Spectateurs : 5 330 Arbitrage : Kevin Clancy | Spectateurs : 5 330 Arbitrage : Kevin Clancy |
|            | BBC            |       |           | Spectateurs : 5 330 Arbitrage : Kevin Clancy | Spectateurs : 5 330 Arbitrage : Kevin Clancy |

| 7 mai 2016 | Hibernian                | 2 – 0 | Raith Rovers |                                                  |                                                  |
|            | McGinn 8e · McGregor 12e |       |              | Spectateurs : 11 133 Arbitrage : John McKendrick | Spectateurs : 11 133 Arbitrage : John McKendrick |
|            | BBC                      |       |              | Spectateurs : 11 133 Arbitrage : John McKendrick | Spectateurs : 11 133 Arbitrage : John McKendrick |

Score cumulé : Hibernian - Raith Rovers : 2 - 1

#### Demi-finale
| 10 mai 2016 | Hibernian                    | 2 – 2 | Falkirk                 |                                            |                                            |
|             | Henderson 57e · McGregor 66e |       | Miller 34e · McHugh 80e | Spectateurs : 11 830 Arbitrage : Alan Muir | Spectateurs : 11 830 Arbitrage : Alan Muir |
|             | BBC                          |       |                         | Spectateurs : 11 830 Arbitrage : Alan Muir | Spectateurs : 11 830 Arbitrage : Alan Muir |

| 13 mai 2016 | Falkirk                               | 3 – 2 | Hibernian                     |                                               |                                               |
|             | Alston 13e · Leahy 79e · McHugh 90+2e |       | Keatings 31esp · Keatings 34e | Spectateurs : 7 851 Arbitrage : Craig Thomson | Spectateurs : 7 851 Arbitrage : Craig Thomson |
|             | BBC                                   |       |                               | Spectateurs : 7 851 Arbitrage : Craig Thomson | Spectateurs : 7 851 Arbitrage : Craig Thomson |

Score cumulé : Falkirk - Hibernian : 5 - 4

#### Finale
| 19 mai 2016 | Falkirk      | 1 – 0 | Kilmarnock |                                             |                                             |
|             | Vaulks 90+1e |       |            | Spectateurs : 7 636 Arbitrage : John Beaton | Spectateurs : 7 636 Arbitrage : John Beaton |
|             | BBC          |       |            | Spectateurs : 7 636 Arbitrage : John Beaton | Spectateurs : 7 636 Arbitrage : John Beaton |

| 22 mai 2016 | Kilmarnock                                     | 4 – 0 | Falkirk |                                                 |                                                 |
|             | Kiltie 3e · Addison 8e · Kiltie 62e · Boyd 65e |       |         | Spectateurs : 11 013 Arbitrage : William Collum | Spectateurs : 11 013 Arbitrage : William Collum |
|             | BBC                                            |       |         | Spectateurs : 11 013 Arbitrage : William Collum | Spectateurs : 11 013 Arbitrage : William Collum |

Score cumulé : Kilmarnock - Falkirk : 4 - 1

## Statistiques

### Classement des buteurs
| Rang | Joueur          | Club               | Buts |
| ---- | --------------- | ------------------ | ---- |
| 1    | Martyn Waghorn  | Rangers            | 20   |
| 2    | Jason Cummings  | Hibernian          | 18   |
| 3    | John Baird      | Falkirk            | 17   |
| 4    | Kenny Miller    | Rangers            | 14   |
| 4    | Denny Johnstone | Greenock Morton    | 14   |
| 6    | Derek Lyle      | Queen of the South | 13   |
| 7    | Mark Stewart    | Raith Rovers       | 11   |
| 7    | Iain Russell    | Queen of the South | 11   |
| 7    | Liam Buchanan   | Livingston         | 11   |
| 7    | Stevie Mallan   | St Mirren          | 11   |

### Récompenses individuelles
| Mois      | Entraîneur du mois | Entraîneur du mois | Joueur du mois  | Joueur du mois  |
| Mois      | Entraîneur         | Club               | Joueur          | Club            |
| --------- | ------------------ | ------------------ | --------------- | --------------- |
| Août      | Mark Warburton     | Rangers            | James Tavernier | Rangers         |
| Septembre | Mark Warburton     | Rangers            | Martyn Waghorn  | Rangers         |
| Octobre   | Alan Stubbs        | Hibernian          | Jason Cummings  | Hibernian       |
| Novembre  | Alan Stubbs        | Hibernian          | John McGinn     | Hibernian       |
| Décembre  | Peter Houston      | Falkirk            | Danny Rogers    | Falkirk         |
| Janvier   | Mark Warburton     | Rangers            | Kenny Miller    | Rangers         |
| Février   | Peter Houston      | Falkirk            | Declan McManus  | Greenock Morton |
| Mars      | Ray McKinnon       | Raith Rovers       | Christian Nadé  | Dumbarton       |
| Avril     | Ray McKinnon       | Raith Rovers       | Will Vaulks     | Falkirk         |